# Gloeocystidiellum tabacinum
Gloeocystidiellum tabacinum är en svampart som beskrevs av Sheng H. Wu 1996. Gloeocystidiellum tabacinum ingår i släktet Gloeocystidiellum och familjen Stereaceae.   Inga underarter finns listade i Catalogue of Life.